# Mitja Petaros
Mitja Petaros, arhivist, radijski igralec, kulturni delavec, * 7. maj 1967, Trst.

## Življenje in delo
Mitja Petaros se je rodil v Trstu, oče Robert, mati Magda (rojena Slama). Obvezno šolanje je opravil na slovenski osnovni in srednji šoli pri Sv. Jakobu v Trstu, nato se je vpisal na slovenski Klasični licej v Trstu, a je leta 1987 maturiral na Znanstvenem liceju Franceta Prešerna. Da bi se izgonil takrat obveznemu vojaškemu naboru je zaprosil in bil sprejet v službo v državno policijo, kjer je dve leti odslužil v Trstu, nato pa v mestu Varese v Lombardiji. Od leta 1995 je odgovorni arhivist oddelka kriminalistične policije na glavni policijski postaji (Questura - Kvesturi) v Trstu.
Že od malih nog je sodeloval pri delovanju Šentjakobskega kulturnega društva in bil aktiven pri gledališki skupini. Tako se je približal Radijskemu odru še kot dijak leta 1985 in še vedno nastopa za to radijsko skupino, občasno tudi na gledaliških deskah, ko pripravijo kakšno odrsko predstavo, saj so se kot Slovenski oder redno udeleževali Zamejskega festivala amaterskih dramskih skupin.
Mitja Petaros je postal član STS - Slovenskih tržaških skavtov leta 1973, leta 1985 so mu zaupali glavno uredništvo skavtskega glasila Jambor. Od leta 2002 je v uredništvu revije Mladika (prej je bil več let v Svetu revije). Nasploh je zelo ploden publicist, saj piše prispevke za Jambor (s skavtskim imenom Marljivi srnjak), Novi glas, Numizmatični vestnik, Mladiko, Koledar Goriške Mohorjeve družbe in še kje. Vsebinsko so članki o zgodovini ali umetnosti, saj je Petaros član numizmatičnega društva (bodisi Slovenskega zamejskega numizmatičnega društva kot osrednjega Numizmatičnega društva Slovenije iz Ljubljane, kjer je bil leta 2018 tudi nagrajen, za spodbudno delovanje) in tudi grboslovnega društva Heraldica Slovenica, kjer se zgodovino obravnava iz različnih zornih kotov. Leta 2022 je uredil in pripravil trojezično monografijo tržaškega umetnika Livia Možine.
Mitja Petaros je bil že kot otrok navdušen nad šahovsko igro, zato je bil večkrat naprošen, če bi lahko uresničil in vodil kakšen šahovski tečaj za osnovnošolce. Zato je opravil uradni tečaj in izpit za šahovskega inštruktorja (kasneje tudi za šahovskega sodnika) in več kot deset let (do svetovne epidemije Covida) vodil šahovske krožke na raznih slovenskih šolah in društvih.
Aktiven je tudi v prosvetnem delovanju, saj je že več let v izvršnem odboru Slovenske prosvete, Sveta slovenskih organizacij - SSO, društva Knjižnica Dušana Černeta, društva Finžgarjev dom z Opčin.
Od malih nog se je Mitja Petaros ukvarjal z zborovskim petjem, saj  je že kot otrok pel pri otroškem zboru Šentjakobskega kulturnega društva, kasneje pri Tržaškem mešanem zboru (ki ga je vodil Tomaž Simčič), pri cerkvenem zboru pri Sv. Jakobu (dirigirala Dina Slama) in pri Novem sv. Antonu v Trstu (dirigent Edi Race), pri zboru srbske pravoslavne cerkve v Trstu (zborovodja Zorko Harej), pri zboru Jacobus Gallus (vodil Janko Ban), pri moški vokalni skupini Stane Malič (dirigent Mirko Ferlan) in sedaj pri cerkvenem pevskem zboru sv. Jerneja z Opčin (vodi Janko Ban). Občasno pomaga tudi pri kakšnem priložnostnem pevskem zboru ZCPZ - Zveze cerkvenih pevskih zborov iz Trsta in pri kakšnem drugem sestavu. Redno se udeležuje strokovnih seminarjev, ki jih prireja ZCPZ Trst.
Leta 2014 je Mitja Petaros sodeloval kot predstavnik založbe Mladika pri ustanovitvi Tržaškega knjižnega središča - TS360.